# Synagrops adeni
Synagrops adeni è un pesce osseo marino appartenente alla famiglia Acropomatidae.